# 三升家勝太郎
三升家 勝太郎（みますや かつたろう）は、落語家の名。

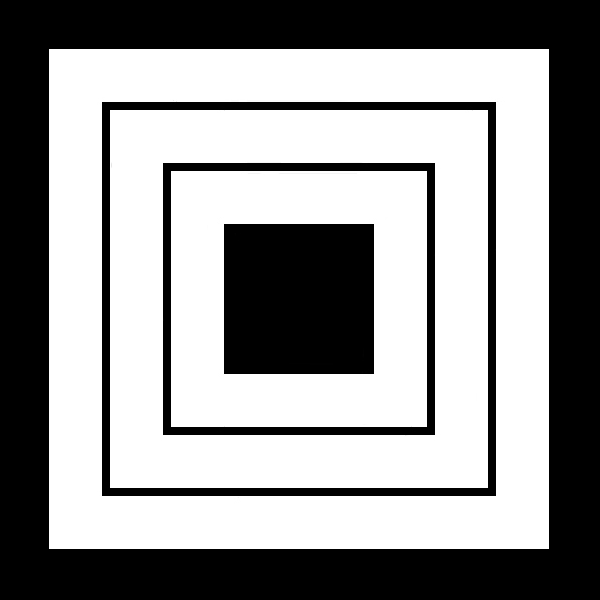
三升家勝太郎定紋「三升」

- 三升屋勝太郎 - 1852年の番付に確認できる、それ以外不明。
- 三升亭勝太郎（1875年12月15日 - ?） - 『名前揃』を見ると、1895年に四代目三升亭小勝の門下で勝之助から三升亭勝太郎で届けが出ている。それ以外不明。本名∶嶋崎 慎太郎。
- 三升亭勝太郎 - 後∶花柳吉次郎
- 三升家勝太郎 - 本項にて詳述。

三升家 勝太郎（1905年12月25日 - 1989年10月25日）は、落語家。本名∶田崎 操。出囃子は『米洗い』。

## 経歴
- 東京駒込の生まれ、父は新内節の鶴賀嶋太夫。
- 1921年 - 六代目立川談志に入門し、「談七」を名乗る。
- 関東大震災後八代目桂文治門下で「かん治」となる。朝鮮から満州などを巡業。
- 1927年? - 二ツ目昇進、「談好」に改名。
- 1939年10月 - 五代目三升家小勝門下に移籍、「勝太郎」で真打昇進。
- 第二次世界大戦中、落語家の仕事が減り漫談での兼業で高座に出る。
- 1952年10月 - 五代目柳亭左楽門下に移籍し、「左升」に改名。日本芸術協会に加入。
- 1956年3月 - 師匠左楽没後、左楽の孫弟子六代目三升家小勝門下に移籍、「勝太郎」に復名し落語協会に加入。

出世欲がまったくなくさっぱりとした性格があだとなり結局売れなかった。
寄席での活動は少なく、落語協会に籍は置いていたが、香盤上は四代目古今亭志ん好とともに別枠扱いとなっていた。